# شعر حميني
الشعر الحميني هو الشعر الشعبي المغنى في جنوب الجزيرة العربية واليمن ويقابله في سائر أنحاء الجزيرة العربية والبوادي المجاورة الشعر النبطي. أما في الاقطار العربية الأخرى فيعرف بالـزجل. وهناك نوع آخر من الشعر يعرف بـالشعر الحكمي وهو شعر فصيح المفردات غير معرب أي أنه يختلف عن الفصيح بتسكين أواخر الكلمات، ويشيع في التواشيح الدينية والاغاني، ومن اغراضه تجسيد أحلام الجماهير والتعبير عن قضاياها وتقاليدها.
وأشهر من غنى بالشعر الحميني الفنان الكبير محمد حمود الحارثي حيث يعد أشهر مطربي الفن الحميني الصنعاني  
ويعرف الباحث / عبد الجبار نعمان باجل الشعر الحميني: بأنه شعر عربي متميز بتعدد أشكاله وتراكيبه الموصوفة بالمبيتات والموشحات ويعذب فيه اللحن لكنه ليس شرطاً فيه.

## سبب التسمية
حتى وقت قريب لم يكن لأي باحث أن يعرف أصل التسيمة وقد اجتهد في ذلك كثير من الباحثين في اليمن أمثال الدكتور عبد العزيز المقالح الذي اجتهد في كتابه (شعر العامية في اليمن) دون أن يقف على حقيقة التسمية حتى أتى الباحث اليمني عبد الجبار نعمان باجل في كتابه (الشعر الحميني الريادة والأصول) وذكر أنه سمي الشعر اليمني ب الحميني نسبة إلى قرية الحمينية من مخاليف الحديدة وتقع بالقرب من حيس ، ويذكر الشاعر والباحث السعودي محمد عزيز العرفج أنه ينسب إلى قرية الحمينية شعراء معروفين يسمى واحدهم بالحميني فقد توسعوا وأكثروا من نظم الشعر الشعبي اليمني على شكل موشحات ومبيتات اشتق منها الشكل العمودي المعروف في الأشعار النبطية والحمينية والحورانية فنسب الشعر الشعبي اليمني لأحدهم يسمونه الحميني كما نسبت الألحان اللعبونية إلى ابن لعبون والألحان الحميدانية إلي حميدان الشويعر ولكن الشعر اليمني بالذات سمي كله بالحميني نسبة إلي شاعر من تلك الديار الذي أبتكر أشكالاً من بعض الأشعار الغنائية مع أنه كان يسمى الشعر الشعبي في حضرموت ب (الشعر الحضرمي) وفي صنعاء بـ (الشعر الصنعاني) وفي لحج ب (الشعر اللحجي) إلخ.

## أوزان لشعر الحميني
يذكر محمد عزيز العرفج أن أوزان الشعر الحميني هي نفسها أوزان الشعر النبطي إلا أن أكثر ما يوزنون عليه أهل اليمن هو الصخري والمسحوب والهجيني ويسمونها بأسماء أخرى.
قال الأديب اليمني محمد بن عبد القادر بامطرف في مقدمة كتابه (الميزان):«لذلك نجد بين شعرائنا الشعبيين/ المتعلمين والأميين/ من يذكر في أشعاره إشارات إلى بحور شعر كالبحر العشري أو المثمون أو المسدوس أو الربوع. ولقد تتبعت تلكم التسميات البحورية مع بعض أصدقائنا الشعراء الشعبيين في حضرموت وناقشت معهم بحور الشعر التي يذكرونها بين آن وآخر، فألفيتهم غير متفقين على تحديدها، ولا يعلمون لماذا سمي البحر المسدوس مسدوسًا على سبيل المثال، ولايجزمون بصورة قاطعة بأن هذا البحر من هذا النوع أو ذلك.»

## اللهجة في الشعر الحميني
وقد ذكر بامطرف في كتابه المشار إليه تحت عنوان (من خصائص اللهجة الحضرمية المستعملة في الشعر الشعبي اليمني): «أن لكل لهجة من اللهجات اليمنية العديدة خصائص لاتجدها في بقية اللهجات اليمنية ومن تلك الخصائص ماهو متعلق باللهجة الحضرمية وتستعمل هذه الخصائص في الأشعار الشعبية إما كغرائز، وإما على اعتبار أنها من صميم اللهجة، وإما أنها من ابتداع الشعراء الشعبيين أنفسهم».
وبعد أن استدل بأبيات عدة تحتوي على الألفاظ الحضرمية قال: «فإن هذه الخصائص متداول استعمالها بين الشعراء الشعبيين الحضارمة، منها ماهو من اللهجة الحضرمية ومنها ماهو من ابتداعات الشعراء أنفسهم ولكنها جميعها أصبحت من صميم التراث الأدبي، ومعترفًا بها ولا يستغني أي شاعر شعبي عن الركون إليها عند الضرورة».
وفي الأخير ذكر:«أما فيما يتعلق بحذف أو إخفاء أو زيادة بعض الحروف في بعض الكلمات بغرض استقامة وزنها الشعري وكذا فيما يتعلق بإدغام بعض الأحرف في بعضها تجنبًا للثقل في النطق، فإن اللهجة الحضرمية لا تختلف عن سواها من اللهجات اليمنية الأخرى واللهجات العربية الأخرى وما أكثرها!»
ويعلّق محمد عزيز العرفج على كلام بامطرف قائلاً: وفي الأخير ذكر:«أليس هذا هو الحاصل في الشعر النبطي؟ سرد الأديب بامطرف عن المسميات والاختلاف فيها، وعن الخصائص في اللهجة الحضرمية فإن اللهجة الحضرمية ماهي إلا لهجة نجد بحذافيرها وأبصم على ذلك بالعشرة أليس أهل نجد يقولون: (وين تبي ريض؟) هذه هي اللهجة الحضرمية!!».

## هل الشعر النبطي تأثر بالشعر الحميني؟!
يذكر محمد عزيز العرفج أن الشعر النبطي تأثر بالشعر الحميني وبمدرسته الجنوبية سواءً عند بني هلال أم عند الحمينيين في تهامة ومدرستهم الصوفية حيث استفادوا من الوزن على قافيتين وفن المربوع أو المروبع، وأشياء أخرى مثل الأوزان، وأن هناك أوزاناً في الشعر الحميني لم تصل للشعراء النبطيين مثل لحن السواحلي وغيره.

## مدارسه
للشعر الحميني ثلاثة مدارس وهي:
1. المدرسة الرائدة: وروادها الانسي (ترجيع الاطيار)، ومحمد شرف الدين (الموشحات والمبيتات)، وعلي بن محمد العنسي (وادي الدور)
2. مدرسة الانطلاق: كونها من علي بن حسن الخفنجي ومحمد بن احمد الملقب بالشغندر والحسن بن احمد الفسيل وعبد الله بن الحسين الشامي
3. مدرسة الاعتدال: ومن أبرز أتباعها علي ابن موسى أبو طالب

## شعراء يمنيون
من رواد الشعر الحميني الشاعر القاضي علي بن محمد العنسي (المتوفى 1724 ميلادي الموافق 1139 هـ)من الذين تميزوا بالعودة إلى الماضي وهناك شعراء يمنيون أعلام كشاعر الحماسة والعرضة الأمير أحمد بن فضل العبدلي (1303- 1362 ه) الملقب بالقمندان ووشاعر الوجدان حسين بن أبي بكر المحضار (1422 ه) وشعراء الرقة الذين شعرهم يشبه شعر البهاء زهير والشعر الأندلسي في رقته وخفته كعبد الرحمن الآنسي والقاضي الآنسي الأكبر وغيرهم كثير.
وقد كتب عن الشعر اليمني الأديب محمد سعيد كمال الذي جمع بعض أشعارهم في الجزء الأخير من سلسلة (الأزهار النادية من أشعار البادية) وكتاب (الطرائف المختارة من شعر الخفنجي والقارة) وكذلك الأديب المعاصر أحمد حسين شرف الدين.
دعونا نقرأ مثالاً على الشعر اليمني الحميني لشاعر معاصر شاب من محافظة أبين اليمنية يدعى محمد بن عبد الله المشهور بكنيته (أبو حمدي):
صغير بالسن لا يخشى ولا يرحم
رفع قناعه وهو بني من عيانه
وقّف لي بالخطّ لا اتأخر ولا اتقدّم
أعمى عيوني وطرمسني من اوجانه
شفني جريٍّ وبس ماطاعني اتكلم
من كثر مازينه الله سبحانه
عيون تسحر وفيها الموج يتلاطم
من شافها تقتله بالسحر مليانه
والصدر خضره بكل اشكال يتقسّم
يسقيه تقطير تحت الرمش وامتانه
يسقيه تقطير حالي زيّ ماء زمزم

آبار تنضب وهو مليان خزّانه
ياليتني ساعته ولى معه خاتم
ولى أكن له وزغ يلبسني بآذانه!
حنا جنودك وأنت القايد الفندم
وأنت رئيس الهوى قايده واركانه
تفداك الأموال ياحبوب وأنت تسلم
تفداك الأموال ليت المال لا عانه
ماتتقي الله ياحبوب وماترحم
وكم ضحايا ضحت في الحب تعبانه
ومعنى (عانه) في القصيدة عمله كانت متداولة قديماً في جنوب اليمن، وهذه القصيدة دليل كبير على المقولة التي عنونت بها مقالي (الحميني والنبطي عينان في رأس واحد).
ويعتقد أن الإنشاد الكنسي في أوروبا المعروف بـhymn (انظر Talk:Hymn#Etymology) يعود للجذر (ح م ن) من (حميني) وهي مفردة وجدت في لغات قديمة ربما كانت وسيطة لنقل الكلمة من الجذر السامي إلى لغات أوروبا (في حال ان الكلمة قد وجدت في أوروبا قبل الفتح الإسلامي للأندلس) أما إذا عرف ان الكلمة قد ظهرت في اللغات الاوربية بعد الفتح الإسلامي للأندلس فانها قد تكون قد جاءت مع الموشح.

## روابط خارجية
- انظر http://www.yewriters.com/hikmah24121.html
- انظر أيضا: http://www.26sep.net/newsweekarticle.php?sid=6012
- انظر أيضا: الحميني والنبطي عينان في رأس واحد - محمد العبد العزيز العرفج- جريدة الرياض السعودية http://www.alriyadh.com/Contents/26-10-2002/Mainpage/Thkafa_2364.php
- انظر أيضاً: الشعر النبطي وتأثره بالمدرسة الجنوبية- محمد العرفج - جريدة الرياض السعودية (الجزء الأول) http://www.alriyadh.com/2012/06/05/article741769.html
- انظر أيضاً: الشعر النبطي وتأثره بالمدرسة الجنوبية- محمد العرفج - جريدة الرياض السعودية (الجزء الثاني) http://www.alriyadh.com/2012/06/12/article743720.html
- انظر أيضاً: جمعية الشعراء الشعبيين- محمد بن عبد العزيز العرفج - جريدة الأيام اليمنية http://al-ayyam.info/Default.aspx?NewsID=8d9af88a-2e9f-4c8f-a50b-70e8135d97d2